# Trimerodytes balteatus
Trimerodytes balteatus är en ormart som beskrevs av Cope 1895. Trimerodytes balteatus ingår i släktet Trimerodytes och familjen snokar. Inga underarter finns listade i Catalogue of Life.
Arten förekommer i Kina i provinserna Guangdong, Guangxi, Hongkong och Hainan samt i norra Vietnam. Honor lägger ägg.